# Saint-Georges-d’Oléron
Saint-Georges-d’Oléron település Franciaországban, Charente-Maritime megyében. Lakosainak száma 4052 fő (2022. január 1.). Saint-Georges-d’Oléron Saint-Denis-d’Oléron, Saint-Pierre-d’Oléron és La Brée-les-Bains községekkel határos.

## Népesség
A település népessége az elmúlt években az alábbi módon változott:
| Lakosok száma | 2664 | 2935 | 3144 | 3415 | 3529 | 3642 | 3719 | 3742 | 3845 | 4052 |
|               | 1968 | 1982 | 1990 | 2006 | 2013 | 2015 | 2017 | 2019 | 2020 | 2022 |